# Cubocephalus incurvator
Cubocephalus incurvator là một loài tò vò trong họ Ichneumonidae.